# Wuscie (rejon orszański)
Wuscie (biał. Вусце; ros. Устье, Ustje, pol. hist. Uście) – agromiasteczko na Białorusi, w obwodzie witebskim, w rejonie orszańskim, w sielsowiecie Wuscie, nad Dnieprem.

## Historia
W XIX i w początkach XX w. majątek ziemski należący do Kurczów, położony w Rosji, w guberni mohylewskiej, w powiecie orszańskim.
Następnie w granicach Związku Sowieckiego. Od 1991 w niepodległej Białorusi.

## Instytucje
Miejscowość jest siedzibą Instytutu Lnu Narodowej Akademii Nauk Białorusi.
W pobliżu zlokalizowana jest 655. Lotnicza Składnica Rakiet i Amunicji Sił Zbrojnych Republiki Białorusi, utworzona jako magazyn broni lotniczej dla 26 Armii Lotniczej Armii Radzieckiej.